# Ai Kakuma
Ai Kakuma (加隈 亜衣 Kakuma Ai?, Prefectura de Fukuoka, 9 de septiembre de 1988) es una actriz de voz (seiyū) japonesa. 
Está afiliada con Mausu Promotion.

## Filmografía

### Anime de televisión
2001
- Princess Comet como Comet

2012
- Campione! como Hikari Mariya
- JoJo's Bizarre Adventure como Cliente B (ep. 10)
- Haiyore! Nyaruko-san como Estudiante Femenina (ep. 10)

2013
- Inu to Hasami wa Tsukaiyō como Hami Oosawa
- Kami-sama no Inai Nichiyōbi como Memepo Gedenburg, Mimiita Gedenburg
- Day Break Illusion como Estudiante Femenina (ep. 4)
- Genshiken como Kenjiro Hata (Mujer)
- Tokurei Sochi Dantai Stella Jo-Gakuin Kōtō-ka Shīkyūbu C³-bu como Akane & Moe Seto

2014
- Aikatsu! como Noel Otoshiro
- Amagi Brilliant Park como Isuzu Sento
- Aldnoah.Zero como Nina Klein
- Witch Craft Works como Maid (ep. 2)
- Kanojo ga Flag o Oraretara como Hakua Berserker Bladefield
- Kenzen Robo Daimidaler as Macaroni
- Shigatsu wa Kimi no Uso como Chica (ep. 2), Store Clerk (ep. 3)
- Seikoku no Dragonar como Primrose Shelly
- Seirei Tsukai no Bladedance como Terminus Est
- Selector Infected WIXOSS como Rūko Kominato
- Selector Spread WIXOSS como Rūko Kominato
- JoJo's Bizarre Adventure: Stardust Crusaders como Estudiante Femenina E (ep. 2), Turista B (ep. 5)
- Terra Formars como Erika Nakanojō, Anunciador (ep. 1)
- Magi: The Kingdom of Magic como Sana
- Rail Wars! Nihon Kokuyū Tetsudō Kōantai como Miho Nanao
- Log Horizon 2 como Mikakage

2015
- Aikatsu! como Noel Otoshiro y Leona Stroop
- Utawarerumono como Rurutie
- Sidonia no Kishi: Dai-kyū Wakusei Seneki como Chimera Controller
- Junketsu no Maria como Anne
- Shokugeki no Sōma como Mayumi Kurase
- High School DxD BorN como Rossweisse
- Bikini Warriors como Mage
- Mikagura Gakuen Kumikyoku como Asuhi Imizu
- Rokka no Yūsha como Chamo Rosso
- Monster Musume no Iru Nichijō como Lala
- Kidō Senshi Gandam: Tekketsu no Orphans como Almiria Bauduin
- Momokuri como Yuki Kurihara

2016
- God Eater como Iroha Utsugi
- 12-Sai.〜 Chitchana mune no tokimeki como Hanabi Ayase
- Gakusen Toshi Asterisk como Julis-Alexia van Riessfeld
- Mayoiga como Lovepon, Chico
- D.Gray-Man Hallow como Lenalee Lee

2017
- Kyōkai no Rinne 3 como Hitomi Egusa (ep 52)[2]
- Kujira no Kora wa Sajō ni Utau como Neri y Ema
- Netsuzō Trap como Yuma Okasaki
- Tsurezure Children como Kyoko Sano (ep 11) y Chiyo Kurihara

2018
- High School DxD Hero como Rossweisse
- Lostorage conflated WIXOSS como Rūko Kominato
- Beelzebub-jō no Okinimesu Mama. como Sargatanas

2019
- Kimetsu no Yaiba como Makomo
- Arifureta Shokugyō de Sekai Saikyō como Aiko Hatayama[3]
- Kiratto PriChan como Naru Shiawase
- Fruits Basket (2019) como Machi Kuragi

2020
- Healin' Good PreCure como Rabirin
- Fruits Basket 2nd Season como Machi Kuragi
- Dokyū Hentai HxEros como Kirara Hoshino
- Maō Gakuin no Futekigōsha como Menou Historia

2021
- Mushoku Tensei como Eris Boreas Greyrat
- Tensei Shitara Slime Datta Ken como Albis
- Hyper Ultra Girlish como Count Piccat
- Sonny Boy (TV series) como Aki sensei

### OVA
- 12-Sai (2014) como Hanabi Ayase
- Hyper Ultra Girlish:Super Elegant (2021) como Count Piccat

### Animación Cinematográfica
- Majocco Shimai no Yoyo to Nene (2013) como Nene
- Selector Destructed WIXOSS (2016) como Ruko Kominato

### Juegos
- BlazBlue: Continuum Shift Extend (2011) como Operador
- Ciel Nosurge (2012) como Ion (Ionasal kkll Preciel)
- Hakuisei Renai Shoukougun RE:Therapy (Claris)
- Tottemo E Mahjong (2013) como Shizu Tsubakino
- Tokyo 7th Sisters (2014) como Rona Tsunomori
- Ar Nosurge (2014) como Ion (Ionasal kkll Preciel)
- Kadenz fermata//Akkord：fortissimo (2014) como Camellia
- The Witcher 3: Wild Hunt (2015) como Cerys An Craite
- Tokyo Xanadu (2015) como Sora Ikushima
- Cytus Omega (2015) como MIU
- Uppers (2016) como Karen Takebayashi
- The King of Fighters XIV (2016) como Yuri Sakazaki
- Dream Girlfriend (2017) como Voz #2
- Magia Record (2017) como Kanoko Yayoi y Melissa de Vignolles
- Super Smash Bros. Ultimate (2018) como Mii Fighter Type 6
- Fire Emblem: Three Houses (2019) como Edelgard von Hresvelg
- Azur Lane como HMS Unicorn, HMS Exeter, e IJN Takao
- Genshin Impact (2020) como Rosaria
- Fate Grand Order (2021) como Kiichi Hogen
- Muse Dash (2022) como EI_Clear

## Otros

### Drama CD
- 2012, Kaden Tantei wa Shizuka ni Warau como Magical Rori Kosei Mirun-chan.

### Radio
- Anime Tantei-dan 3

### Narración
- Arc System Works Family Series PV

### Vocaloid
- Proveedora de voz para Rana